# فرماندهی بمب‌افکن بیست و یکم
فرماندهی بمب‌افکن بیست و یکم (انگلیسی: XXI Bomber Command)، یک واحد از نیروی هوایی بیستم در جزایر ماریانا برای بمباران استراتژیک یا بمباران راهبردی در جریان جنگ جهانی دوم در طول جنگ جهانی دوم بود.

## تاریخچه
جزایر زنجیره‌ای ماریانا، که عمدتاً شامل سایپان، تینیان و گوام می‌شد، به عنوان پایگاه‌های ایده‌آلی برای راه‌اندازی عملیات بمب‌افکن‌های B-29 Superfortress علیه ژاپن در نظر گرفته می‌شدند. این جزایر حدود ۲۴۰۰ کیلومتر (۱۵۰۰ مایل) از توکیو فاصله داشتند، بردی که بمب‌افکن‌های B-29 تقریباً می‌توانستند از عهده آن برآیند. از همه مهم‌تر، آنها می‌توانستند از طریق کشتی در یک خط تدارکاتی مستقیم از ایالات متحده قرار گیرند. در اوت ۱۹۴۴، سرلشکر هیوود اس. هانسل جونیور دستور گرفت تا فرماندهی این سازمان را به دست گیرد.